# Deutsche Erd- und Steinwerke
Deutsche Erd- und Steinwerke GmbH (más conocida como DEST) se fundó el 29 de abril de 1938 y fue una empresa propiedad de las SS de Heinrich Himmler. DEST se encargaba de explotar a los prisioneros de los campos de concentración nazis como mano de obra esclava en la producción de materiales de construcción necesarios para acometer inmensos proyectos.

## Orígenes
Aproximadamente en 1936 Adolf Hitler comenzó a desarrollar un ambicioso plan de enormes construcciones tanto para Berlín como en otras ciudades. En Hamburgo por ejemplo estaba “planificada” la construcción de un puente de grandes dimensiones y un hotel de 250m de altura para la organización KdF. Albert Speer, el delfín de Hitler, fue encargado de la supervisión de estos proyectos gubernamentales. Los prisioneros de los campos de concentración serían los encargados de producir los materiales de construcción, cuya producción se incluyó en el plan cuatrienal.
Los primeros campos de concentración establecidos entre los años 1933 y 1934 sirvieron para recluir a los enemigos políticos del régimen. Tras la consolidación del nuevo gobierno se pensó en construir nuevas instalaciones de este tipo para darles usos adicionales. La participación de los prisioneros en los planes de construcción gubernamentales supusieron un incremento del poder que recaía en manos de Himmler, puesto que los campos estaban bajo el control de las SS. Para la construcción del primer campo pensando en las nuevas necesidades era necesaria una ubicación estratégica.
La “Inspección de campos de concentración” ( IKL en sus siglas en alemán) no eligió el lugar de Turingia que más tarde sería llamado “Buchenwald” por casualidad. La IKL, puesta bajo en control de Himmler, encargó el 24 de abril de 1937 al “Instituto Geológico Jena” que localizara una zona rica en arcilla puesto que la función de los prisioneros de Buchenwald sería la fabricación de ladrillos.

## Fundación
Un año más tarde, el 29 de abril de 1938, las SS registran la empresa Deutsche Erd- und Steinwerke GmbH. Oswald Pohl encarga a DEST la misión de producir materiales de construcción. Speer concede a DEST un crédito de 9.5 millones de RM, que debería devolverse en un plazo de 10 años mediante la entrega de materiales de construcción. DEST adquiere canteras en las proximidades de Mauthausen y Flossenburg, en cuyas proximidades la IKL comienza a construir sendos campos de concentración. En Sachsenhausen, Buchenwald y Neuengamme se construyen fábricas de ladrillos.
DEST poseía canteras, talleres de cantería, fábricas de ladrillos, pozos de extracción de grava e instalaciones de procesado de materiales de construcción en las proximidades de los campos. Este es el origen de Flossenbuerg (1938), Mauthausen (1938, extracción de granito), Gusen (1938, extracción de granito), Auschwitz.
El campo de Gross-Rosen, construido en Silesia en 1940, se ubicó junto a una cantera que producía un granito de alta calidad en el que Speer tenía especial interés. También Natzweiler se creó en 1940 en las proximidades de una cantera porque Speer quería explotar el granito rojo que se extraía allí.

## Condiciones de trabajo
Las condiciones a las que debían enfrentarse los prisioneros sometidos a trabajos forzados estaban determinadas por el principio del exterminio mediante el trabajo.
A partir de 1943 eran las SS quienes se encargaban de administrar esta mano de obra, dedicándola en su mayor parte a la producción de armamento.

## Delegación de St. Georgen/Gusen (Granitwerke Mauthausen)

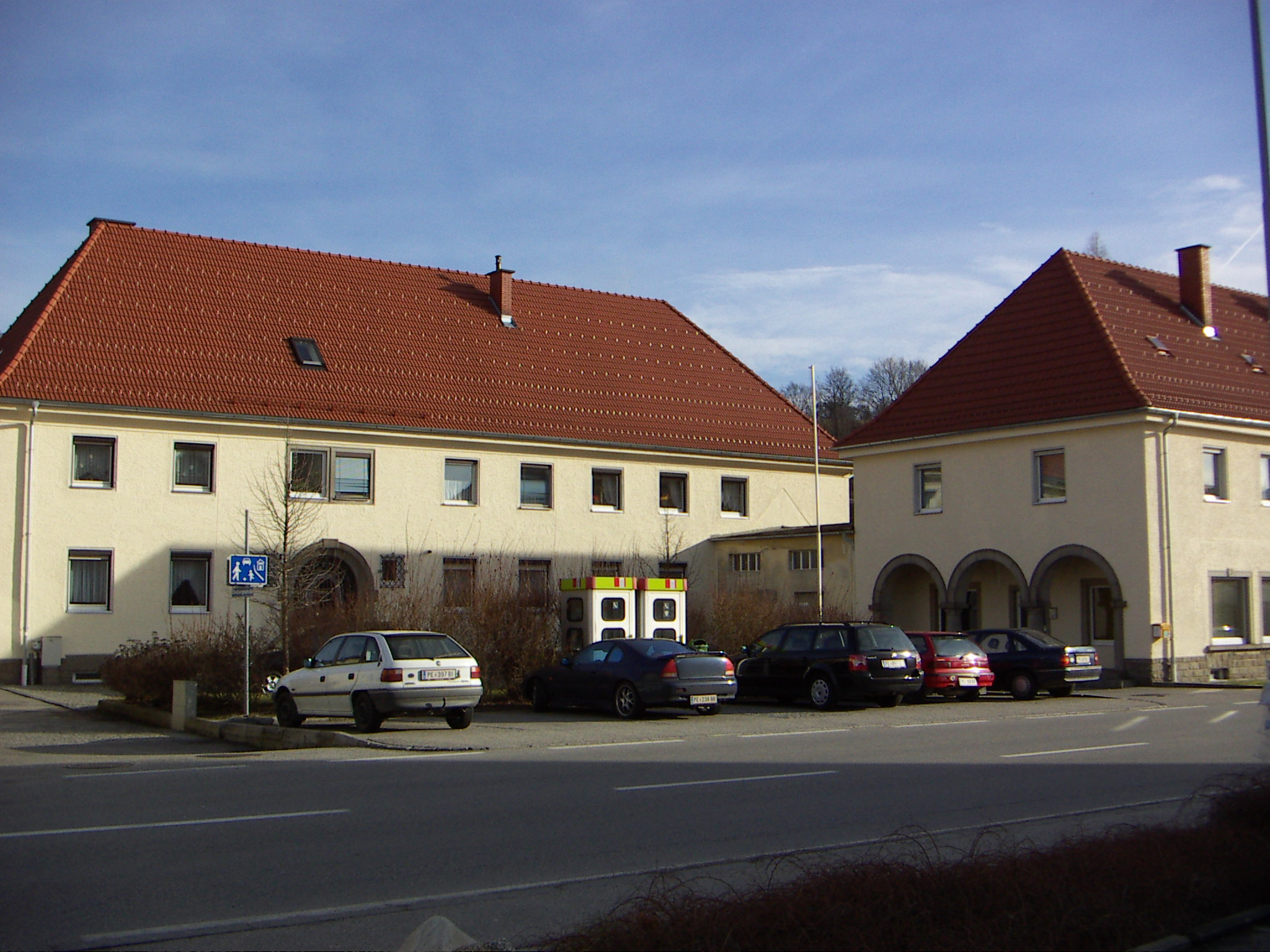
Edificios administrativos de la oficina de DEST en St. Georgen an der Gusen

Una de las oficinas más importantes de DEST era la de St. Georgen an der Gusen: Granitwerke Mauthausen. Además de las canteras de la localidad de Mauthausen (el pueblo de al lado), esta oficina se encargaba hasta el final de la guerra de unas instalaciones con el nombre en clave de B8 Bergkristall ubicadas, como otras tantas, en St. Georgen an der Gusen y que era la mayor fábrica subterránea de las que se dedicaban a la producción del caza a reacción Messerschmitt Me 262. Es necesario mencionar también la estrecha relación de la oficina de St. Georgen con Steyr-Daimler-Puch AG entre los años 1943 y 1945.
Al acabar la guerra las canteras “Gusen”, “Kastenhof” y “Wienergraben”, propiedad de la compañía, junto con las oficinas centrales de St. Georgen/Gusen fueron consideradas propiedades alemanas y por tanto confiscadas por la Unión Soviética. Mientras que la cantera “Wienergraben” fue adherida al memorial del Campo de Concentración de Mauthausen las canteras de Gusen volvieron a ser puestas en funcionamiento bajo la denominación “Granitwerke Gusen” bajo el control de la USIA soviética, una empresa estatal, que las explotó hasta 1955, fecha de la retirada soviética de la República de Austria. Las propiedades y objetos individuales que no fueron reclamados por los soviéticos comenzaron a ser “puestos a cero”, expresión que utilizaron los tribunales austríacos en 1948, con el país todavía bajo ocupación de las potencias vencedoras. A partir de 1955 la República de Austria asumió la propiedad de la antigua empresa alemana DEST St. Georgen/Gusen bajo el nombre de "Öffentliche Verwaltung der Deutschen Erd- und Steinwerke GmbH Berlin”, que existió hasta finales de la década de 1960.

## Publicaciones
- Markus Wicke. (2002). SS und DRK. Das Präsidium des Deutschen roten Kreuzes im nationalistischen Herrschaftssystem 1937 - 1945. Potsdam. ISBN 3-8311-4125-8. S. 64.
- Verlags-Anstalt. (1965.). Die wirtschaftlichen Unternehmungen der SS. Enno Georg. (en alemán). Stuttgart. ISSN 0506-9408. Capítulo 3.